# Schutzzaun
Ein Schutzzaun ist ein Zaun mit einer besonderen Schutzfunktion. Die Bezeichnung trifft auf viele Typen von Zäunen mehr oder weniger zu, da Zäune oft eine Schutzfunktion erfüllen.

## Beispiele
Verkehrswesen:
- Blendschutzzaun im Straßenverkehr
- Fangzäune zum Schutz vor Steinschlag
- Lärmschutzwand (manchmal „Lärmschutzzaun“ genannt)
- Schneezaun zum Schutz vor Schneeverwehungen
- Windschutzzaun auf Flugplätzen und im Schnellbahnverkehr

Ökologie:
- Amphibienschutzzaun zum Schutz von Amphibien vor dem Straßentod
- der Dingozaun in Australien

Weitere:
- Schutzeinrichtungen in der Automatisierung